# 栄町立栄中学校
栄町立栄中学校（さかえちょうりつ さかえちゅうがっこう）は、千葉県印旛郡栄町安食にある公立中学校。

## 概要
利根川流域の純農村地帯であったが、住宅開発が進み、人口が急増してきた。しかし、ここ数年人口の増加は止まっている。
現在は、純農村地域とニュータウン地域､昔からの商業地域から成り立っている。ニュータウンの住民の多くは、東京方面へ通勤する会社員である。保護者の教育に対する関心は高く、学校教育に極めて協力的である。
人口増加もピークを過ぎ、生徒数の減少傾向が顕著に見られ、少子化・核家族化の進む中で、地域・家庭との連携を更に強めていくことが、本校の重要課題である。

## 沿革
- 1947年（昭和22年）5月 - 新学制に基づき安食町立安食中学校、布鎌村立布鎌中学校をそれぞれ開校し、安食小、布鎌小の校舎を一部使用。
- 1950年（昭和25年）7月 - 安食中学校校舎新築落成移転。
- 1956年（昭和26年）5月 - 布鎌中学校校舎新築落成移転。
- 1955年（昭和30年）12月 - 町村合併により、栄町立安食中学校・栄町立布鎌中学校と称する。
- 1967年（昭和42年）4月 - 栄町立安食中学校・栄町立布鎌中学校統合、栄町立栄中学校開始。
- 1988年（昭和63年）4月 - 酒直小学区を分離し栄東中学校新設。

## 学区
- 安食小学校の学区である上町、台下、辺引、鷲町、仲町、下町、松ケ丘、田中及び安食1丁目から安食3丁目までの区域。
- 北辺田小学校の学区である須賀、須賀新田、北辺田、矢口、興津及び麻生の区域。
- 布鎌小学校の学区である校の学区である西、布太、三和、中谷、北、曽根、南、請方、南ケ丘1丁目、南ケ丘2丁目、布鎌酒直、四箇、長門谷、大森、脇川、和田、押付、龍ケ崎町歩、生板鍋子新田及び四ツ谷の区域。
- 安食台小学校の学区である三区及び安食台1丁目から6丁目までの区域[3]。

## 著名な出身者
- 栂野雅史（元プロ野球選手）